# Київ (готель, Київ)
Готе́ль «Ки́їв» — 22-поверховий чотиризірковий готель. Розташований по вулиці Михайла Грушевського, 26/1 в Печерському районі міста Києва.

## Історія будівництва
На місці готелю раніше стояв адміністративний будинок з пожежнею і наріжною каланчею, споруджений у 1887 році (архітектор Володимир Ніколаєв). У 1968 році, після його знесення, розпочалось будівництво готелю, завершене в 1973 році.
Архітекторами нової будівлі були I. М. Іванов, В. Д. Єлізаров, Г. Г. Дургново, Н. I. Кучерешко; інженерами — В. K. Слобода, I. М. Лебедич, В. A. Кузяків. Інтер'єри та меблі були розроблені архітектором І. Й. Каракіс. Інтер'єри прикрасила Жоголь Л. Є..
На 1973 рік це був другим найвищим будинком України після житлового будинку на Хрещатику, 25 і першою будівлею в Україні, що мала понад 20 поверхів.

## Характеристики
Готель «Київ» налічує:
- 22 поверх: 18 житлово-адміністративних і 4 технічні.
- Бізнес-центр, який надає такі послуги: комп'ютер, доступ в інтернет, електронна пошта, копіювання, міжнародний телефон і факс.
- Цілодобове обслуговування в номерах.
- Експрес-пральня та хімчистка.
- Медпункт.
- Салон краси.
- Бутіки.
- Оренда автомобіля з водієм та без.
- Таксі.
- Флористика (доставка квітів).
- Авіакаса.
- Туристична компанія.
- Картинна галерея.
- Три конференц-зали на: 20, 50 і 100 місць.
- Ресторани і бари.